# Jenny Ting
Jenny Pan-Yun Ting (院士簡歷, * 1953)  ist eine US-amerikanische Immunologin an der University of North Carolina at Chapel Hill.

## Leben und Wirken
Ting erwarb 1975 an der Illinois State University einen Bachelor in Medizintechnik und 1979 an der Northwestern University einen Ph.D. in Mikrobiologie und Immunologie. Als Postdoktorandin arbeitete sie bei Jeffrey A. Frelinger an der University of Southern California und an der Duke University. Seit 1984 gehört sie zum Lehrkörper der University of North Carolina at Chapel Hill, wo sie 1993 eine ordentliche Professur erhielt. Hier hat sie (Stand 2022) die William-R.-Kenan-Professur für Mikrobiologie und Immunologie inne.
Sie ist vor allem für ihre Arbeiten zur Rolle der CIITA- (Klasse-II-Transaktivator) und NLR-Gene bei Immundefizienz, Inflammation, Krebs und Infektionen bekannt. Sie hat laut Datenbank Scopus einen h-Index von 94 (Stand April 2023).
Seit 2014 ist Ting Mitglied der Academia Sinica. 2020/2021 war sie Präsidentin der American Association of Immunologists. Sie gehört(e) zu den Herausgebern des Journal of Immunology, von Molecular and Cellular Biology und des Annual Review of Immunology. 2022 wurde Ting sowohl in die American Academy of Arts and Sciences als auch in die National Academy of Sciences gewählt.